# Eburia caymanensis
Eburia caymanensis är en skalbaggsart som beskrevs av Fisher 1941. Eburia caymanensis ingår i släktet Eburia och familjen långhorningar. Inga underarter finns listade i Catalogue of Life.